# Rue Saint-Christophe (Paris)
La rue Saint-Christophe est une voie du 15e arrondissement de Paris, en France. Elle ne doit pas être confondue avec l'ancienne rue Saint-Christophe, voie disparue située sur l'île de la Cité.

## Situation et accès
La rue Saint-Christophe est une voie publique située dans le 15e arrondissement de Paris. Elle débute au 28, rue de la Convention et se termine au 29, rue Sébastien-Mercier.

## Origine du nom

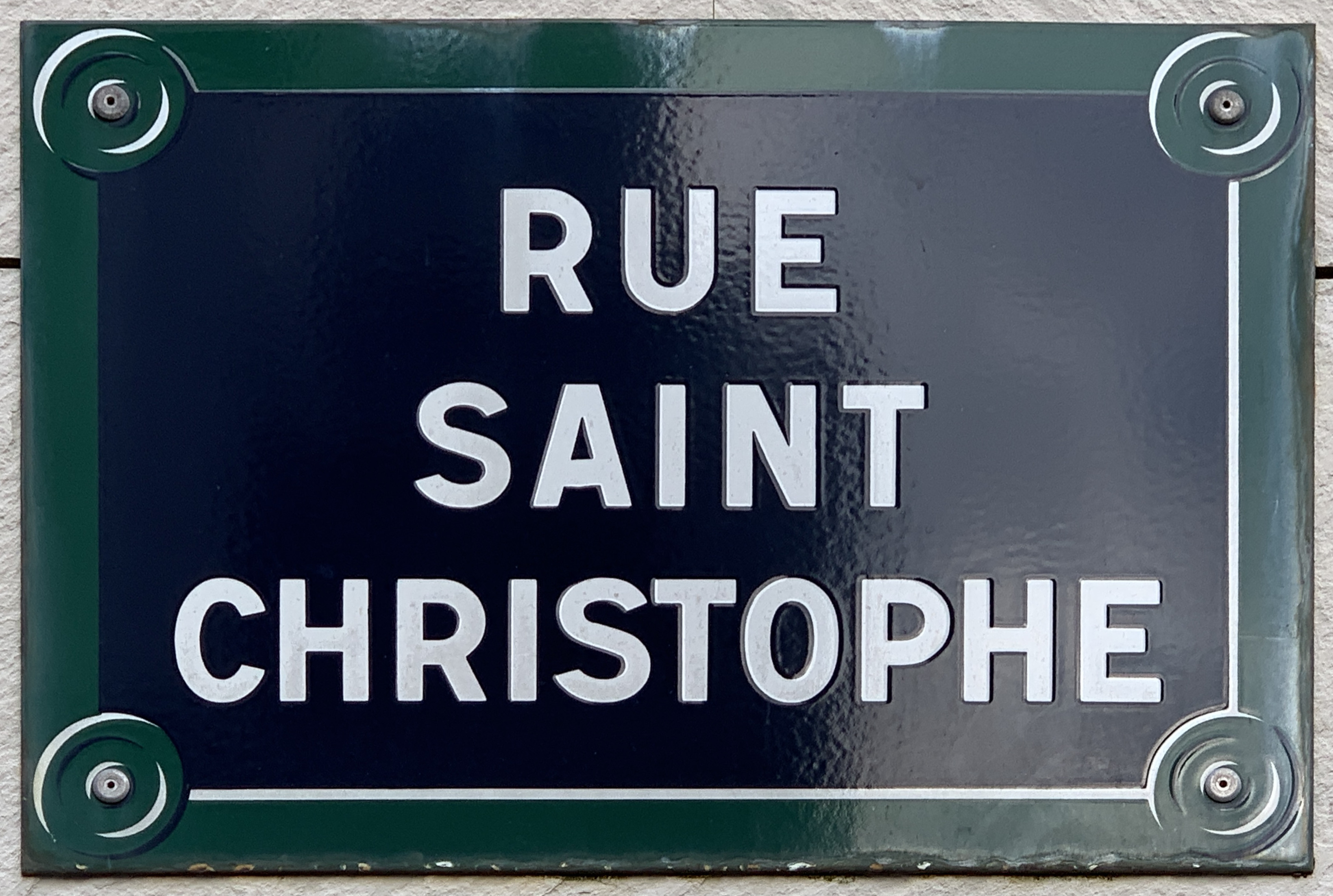
Plaque de la rue.

Elle doit son nom au voisinage de l'église Saint-Christophe.

## Historique
Cette rue est ouverte en 1866 sous le nom de « rue Léontine » avant de devenir la « rue Lemoult-Prolongée ». Elle porte son nom actuel depuis 1929. Une inscription « rue Lemoult », est visible en 2019 au n°2 de la voie, sur la façade de l'église Saint-Christophe-de-Javel.